# Eos (journal)
Pour les articles homonymes, voir Éos (homonymie).
Eos. Earth & Space Science News, anciennement Transactions of the American Geophysical Union puis Eos. Transactions, American Geophysical Union, est un hebdomadaire de géophysique édité par l'American Geophysical Union (AGU). Le journal offre des articles revus par les pairs sur des sujets de recherche d'actualités ainsi que des articles sur les relations entre la géophysique et les enjeux sociaux et politiques.
Ce journal sert aussi de véhicule à toutes sortes d'informations contenues dans des rubriques sur l'actualité géophysique, sur la parution de nouveaux livres, sur les activités éditoriales et sociales de l'AGU, sur les congrès futurs. Il contient aussi une section importante d'appels de candidatures, de recrutement et d'offres de titularisations post doctorales. La version imprimée du journal est couchée sur papier glacé grand format. Les articles peuvent contenir des illustrations en couleur. Ce journal accepte les insertions publicitaires. Une version en ligne est aussi disponible.
Actuellement, la directrice de publication est Barbara T. Richman.

## Histoire
Transactions of the American Geophysical Union débute en 1920 en tant que publication des délibérations de l'assemblée de l'organisation. Le nom de Eos est ajouté en 1969. Cette déesse grecque de l'aurore représente pour l'AGU la nouvelle lumière répandue par la recherche en géophysique sur la compréhension de la Terre et de son environnement dans l'espace.